# Trillingsmeting
Trillingsmeting is een meting naar trillingen.
Trillingen zijn kortdurende bewegingen van de bodem, van een gebouw of van een machine. Deze beweging kan voelbaar of zelfs hinderlijk zijn. Dit kan leiden tot verstoring van de werking van apparatuur of processen. Ook kan deze beweging schade veroorzaken aan gebouwen, doordat dit niet opgevangen kan worden door het materiaal waarvan het gebouw is gemaakt. Aan de andere kant kan de aanwezigheid van trillingen in met name snel draaiende machines zoals turbines een aanwijzing zijn dat er schade in de machine zelf aanwezig is.

## Schade als gevolg van trillingen
In Nederland zijn met name de meet- en beoordelingsrichtlijnen van SBR het uitgangspunt om gevolgen van trillingen te interpreteren. SBR-richtlijn A geeft grenswaarden waaronder schade bijna zeker niet zal optreden. Pas bij aanzienlijke overschrijding is schade uit technisch perspectief waarschijnlijk. SBR-richtlijn B behandelt de hinder voor personen. Beide richtlijnen geven objectieve criteria om meetresultaten te interpreteren aan de hand van onderzoek, praktijkvoorbeelden en metingen.

### Toelaatbare waarde
Conform SBR mogen trillingen niet boven een maximaal toelaatbare waarde uitkomen. De toelaatbare trillingssterkte hangt af van:
- het gebouw (constructie- en funderingswijze, ouderdom, staat van onderhoud)
- de trillingsbron (de sterkte van de trilling en het aantal trillingen per seconde)
- het aantal meetsystemen (1 meetsysteem, 2 meetsystemen, veel meetsystemen)

### Wanneer metingen uitvoeren
- Het heien van palen voor een fundering van een gebouw
- Het in en of uit-trillen van damwanden
- Sloopwerk*
- Dagelijks verkeer / bouwverkeer / verkeersdrempels
- Beuken / breken asfalt
- Machines
- Aardbevingen / explosies / botsingen

### Invloed op trillingshinder
- Bodemopbouw
- Afstand object - trillingsbron
- Massa object
- Funderingswijze object
- Type trillingsbron (heien, trillen, verkeer, explosie, etc.)
- Frequentie trillingen
- Dwarsdoorsnede palen
- Type trilblok (hoogfrequent, variabel moment)
- Type auto (personenauto, vrachtauto, bus)

## Trillingen als gevolg van schade

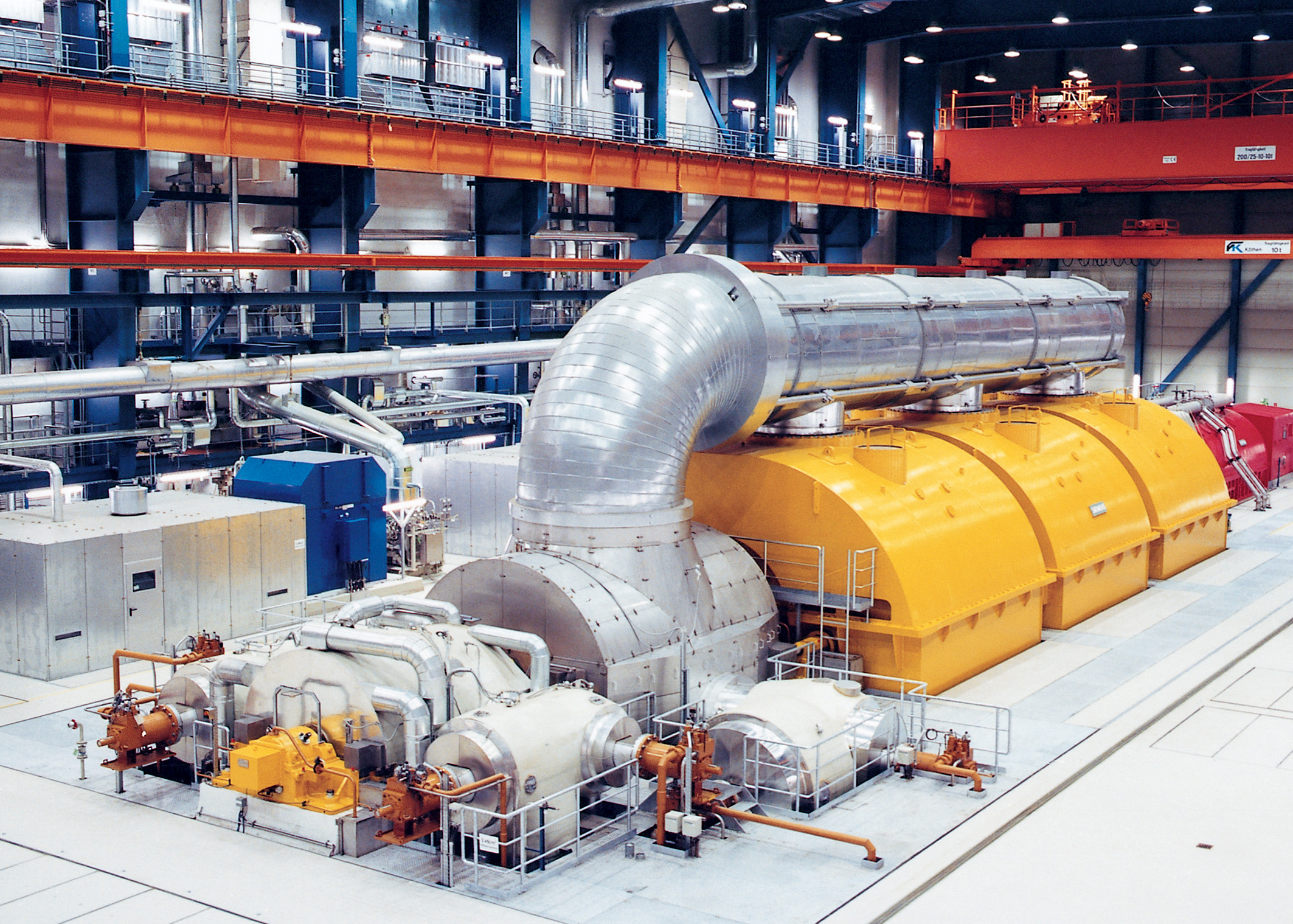
turbogenerator in een centrale

Abnormale trillingen kunnen ook een gevolg zijn van schade, men zal zijn auto of stofzuiger uitzetten of in ieder geval wantrouwen als deze "raar" klinkt.
Op veel grote en dure sneldraaiende apparatuur, zoals turbines, compressoren en generatoren in elektriciteitscentrales, is standaard al een trillingsmeetsysteem geïnstalleerd. Door analyse van de trillingen, met name de amplitude en de frequentieverdeling (spectrum) kunnen bepaalde conclusies getrokken worden over de staat waarin het apparaat verkeert. Een trillingsfrequentie van een aantal malen de omwentelingsfrequentie kan bijvoorbeeld wijzen op schade aan een bepaald schoepenrad. Met een dergelijke continue of periodieke trillingsmeting worden niet alleen onbedoeld uitvallen van de installatie voorkomen, ook kan beter ingepland worden wanneer en wat er precies tijdens een revisiestop vervangen moet worden.